# Potchefstroom
Potchefstroom es una amplia ciudad académica que alberga el campus de Potchefstroom de la universidad del Noroeste, situada en las márgenes del río Mooi (literalmente río bonito), situada a 120 kilómetros al oeste-suroeste de Johannesburgo, en la provincia del Noroeste de Sudáfrica. Está previsto renombrar a la ciudad como Tlokwe, aunque muchos residentes afrikáner se oponen al cambio.
La ciudad, fundada en 1838 por los Voortrekkers, fue el asentamiento más antiguo de descendientes de europeos en el entonces Transvaal. Fue la primera capital de la Zuid Afrikaanse Republiek (ZAR) (República de Sudáfrica). También, durante un corto tiempo durante los años 1840, las ciudades de Potchefstroom y Winburg así como sus territorios circundantes estuvieron unidas en una entidad política conocida como la República de Winburg-Potchefstroom. El líder Voortrekker Andries Hendrik Potgieter fue elegido como la cabeza de la república.
El 16 de diciembre de 1880, los primeros disparos de la primera guerra bóer (véase guerras de los Bóer) fueron hechos cuando los bóeres pusieron sitio a la vieja fortaleza. El sitio se terminó amistosamente el 23 de marzo de 1881. Los británicos construyeron aquí un campo de concentración durante la segunda guerra bóer para alojar a mujeres, niños y ancianos bóeres.
La ciudad es también anfitriona anual del Festival Aardklop, una festividad cultural afrikáner celebrado a fines de septiembre de cada año.

## Población
El municipio de Potchefstroom, que comprende varias aldeas vecinas, además del núcleo urbano, tiene una población de 124 351 habitantes según el censo de 2007. La distribución por razas es de un 70,5 % negros, 22,7 % blancos, 6,4 % mestizos y 0,4 % asiáticos.

## Ámbito académico
En épocas recientes, Potchefstroom se ha hecho conocida como "La Ciudad de la sabiduría" (City of Expertise) y es de sede, entre otras, de cuatro instituciones de educación superior y treinta academias, así como numerosas oficinas de investigación y centros de entrenamiento.

### La Universidad del Noroeste
La Universidad del Noroeste (The North-West University) es una institución educativa terciaria combinada que fue creada el 1 de enero de 2004, con campus universitarios en Potchefstroom, Mafikeng, Vanderbijlpark y Mankwe. El Campus de Potchefstroom (antes la Potchefstroomse Universiteit vir Christelike Hoër Onderwys, fundada en 1869) es el más grande y la oficina central de la Universidad está situada allí. Con su estatus combinado, la Universidad del Noroeste se convirtió en una de las universidades más grandes de Sudáfrica con aproximadamente 32 000 estudiantes (en jornada completa y a distancia).

### Colegio de Educación de Potchefstroom
El colegio Potchefstoom College of Education, originariamente el Liceo Normal, fue fundado en 1919. Inicialmente el colegio funcionó en un edificio de acero bajo los mismos locales que la Secundaria para varones de Potchefstroom, pero fue trasladado en 1923.

### Colegio Técnico de Potchefstroom
El Colegio Técnico de Potchefstroom nació en 1939 cuando el Departamento de Educación de la Unión comenzó con las "clases de continuación". El incremento anual de estudiantes testimonia el importante papel desempeñado por este establecimiento de enseñanza superior.

### Centro Agrícola
El Centro Agrícola, antes conocido como Granja Experimental (1902) y Escuela de Ingeniería Agrícola (1939), es actualmente el punto de servicio agrícola más grande localizado en un solo terreno de África del Sur. El centro aloja la oficina central de la Región Highveld del Departamento de Agricultura, el Instituto de Cultivos de Grano así como la Escuela de Ingeniería Agrícola con sus modernas instalaciones de enseñanza.

## Deporte

### Instalaciones
Potchefstroom es conocida también como la "Casa del Deporte" de la provincia del Noroeste. Las jefaturas provinciales de 17 de los deportes más importantes están situadas en la ciudad. El Ayuntamiento asigna alta prioridad al establecimiento, mantenimiento y mejora de las instalaciones deportivas bajo su control, sobre todo para satisfacer la variedad de necesidades deportivas y recreativas de su comunidad juvenil. Las sendas del río Mooi así como otros senderos añaden color y variedad a estas instalaciones disponibles tanto para los residentes como para los turistas en general. En el Mundial 2010 del país africano la selección española de fútbol, que ganó el campeonato, residió aquí.

### Olën Park / Kenneth McArthur Oval
Ambas oficinas centrales de deportes del Transvaal Occidental fueron establecidas en 1892. El Olën Park, llamado así por Charlie Olën, el antiguo presidente de la provincia Occidental, brinda a los entusiastas del rugby competencias hasta de nivel internacional. A partir de 1995 también son jugados en este establecimiento partidos de fútbol. El óvalo fue nombrado en honor a Kenneth McArthur, el policía de Potchefstroom que ganó la medalla de oro en la maratón de los Juegos Olímpicos de Estocolmo 1912.

## Sitios de interés

### Lakeside Holiday Resort
El centro turístico a orillas del lago, situado en la orilla de la Represa Potchefstroom en el río Mooi, ofrece chalets, acampadas y una amplia variedad de instalaciones de entretenimiento como deportes acuáticos, pesca con caña, piscina y un supertubo.

### Dome Bergland Nature Park
El lugar en el que hizo impacto un meteorito hace aproximadamente 2.000 millones de años es ahora un atractivo paseo turístico, un fenómeno geográfico fascinante en el cual se observan las diferencias de forma y vegetación con respecto a sus áreas circundantes. También se puede visitar el filón aurífero más rico del mundo, muchos senderos conducen a los visitantes a este notable escenario natural, que ofrece muchas actividades, incluso excursionismo a pie, ráfting, canotaje, montañismo, rapel, mountain bike y pesca con mosca.

### Reserva Natural de la Represa Boskop
La navegación a vela se practica en las aguas de esta represa.

### Museo Potchefstroom
La historia completa de la experiencia humana e interacción en el área es cubierta por este museo.

### Monumentos Nacionales
La ciudad tiene muchos edificios y otras estructuras que han sido declaradas monumentos nacionales, como: la Vieja Casa de la Pólvora, el viejo edificio de la Comisaría, el Kruger Kraal Opstal, el edificio Heimat y la Oficina del Magistrado.

### Iglesias
Las Iglesias reformadas más viejas del país y la histórica Iglesia de Hervormde construida en piedra se encuentran en la ciudad. La Iglesia Anglicana de Santa María, construida en 1891, es notable por sus vidrieras de magníficos colores.

### El Cinturón Verde
10 kilómetros que corren a lo largo al lado el río Mooi en el centro de la ciudad, reciben el club de campo de 18 hoyos, dos veces sede del torneo Abierto sudafricano.

### Refugio OPM Prozesky
Que atrae a amantes de las aves desde lejos por sus más de 200 especies de aves.

### Buffelsvlei Wild Animal Park
El Buffelsvlei tiene las siguientes actividades disponibles: paseos con o sin guía, excursionismo, ciclismo, equitación, natación, tiro al plato y caza de trofeo. Hay un campo de voleibol, una barra con DSTV y una mesa de billar, pícnic e instalaciones.

### Ayuntamiento
El majestuoso Ayuntamiento en diseño estilo eduardiano fue inaugurado en 1909. Junto con el Ayuntamiento de Krugersdorp es el Ayuntamiento existente más viejo al norte del río Vaal en Sudáfrica. La fachada occidental es estrictamente simétrica con la torre ornamental, abovedada de 26 m de alto como eje central. El mecanismo de relojería y la campana con sus carillones de Westminster fueron fabricados en los Países Bajos.

### Trim Park
El parque Trim está situado en el área del Cinturón Verde adyacente al río Mooi. Este paraíso natural por el cual el río Mooi serpentea, es un área recreativa encantadora y también se ha desarrollado últimamente como un lugar ideal para espectáculos y otras festividades.

## Industria
Potchefstroom es un punto de importante crecimiento industrial en la provincia del Noroeste. Potchindustria alberga, entre otros, industrias del acero, de alimentos y químicas que se concentran en la distribución localmente, en escala nacional e internacionalmente. El aumento de interés e inversión, hasta por industriales extranjeros, refleja la vitalidad y el potencial de este sector. El programa de mercadotecnia del Ayuntamiento está listo a prestar especial atención a cada nuevo inversionista y presentar la mejor forma para satisfacer sus necesidades.

## Entretenimiento
Aparte de deportes y actividades recreativas, la ciudad ofrece una rica variedad de entretenimiento. El auditorio Sanlam de la Universidad del Noroeste es utilizado como teatro para la ciudad y ciudades vecinas. Las interpretaciones resultan en gran medida apropiadas las necesidades culturales de la comunidad. Los artistas locales y otros de alto nivel actúan con regularidad en las salas bien provistos. La vida estudiantil contribuye enormemente al programa de entretenimiento de la comunidad.

### Mercado de Arte
Una actividad mensual que se ha hecho una vista familiar en los jardines del Ayuntamiento. Una atmósfera colorida y alegre es creada por las exposiciones de una amplia variedad de industrias nacionales. El mercado da a residentes y turistas la oportunidad de hacer interesantes compras.

### Centro Comercial
El centro comercial de la ciudad comprende una variedad de locales comerciales, incluso centros comerciales de grupos de grandes cadenas, así como espacio de oficina para los numerosos servicios profesionales. La alameda semipeatonal de la calle Kerk añade un carácter colorido al centro comercial que hace de cada visita una experiencia muy agradable.

### El Bult
El Bult es sinónimo de la comunidad estudiantil de Potchefstroom y ofrece, entre otras cosas, una amplia variedad de restaurantes y otros sitios de comida en su centro comercial. Como un monumento nacional la avenida Oak (roble) que tiene 6,84 kilómetros de largo, contribuye a la atmósfera pintoresca de Tom Street en el área del Bult. Los árboles, plantados en 1910, cubren el área de la Escuela de Ingeniería Agrícola al Lakeside Holiday Resort. A Pesar de que Stellenbosch es conocida como "la Ciudad de los Robles", Potchefstroom tiene en realidad más de estos árboles.

## Comando del Noroeste
La oficina central del NWC (North Western Command) está situada en Potchefstroom y también acentúa el importante papel que la ciudad juega en cuanto a las actividades de la Fuerza de Defensa Nacional sudafricana en la provincia del Noroeste.